# Lång, het sommar
Lång, het sommar (originaltitel: The Long, Hot Summer) är en amerikansk långfilm från 1958 i regi av Marin Ritt. Filmens manus är baserat på flera berättelser av William Faulkner, främst The Hamlet. De ledande rollerna i filmen spelas av Paul Newman, Joanne Woodward, Anthony Franciosa, Lee Remick, Angela Lansbury och Orson Welles.

## Handling
Huvudpersonen Ben Quick (Paul Newman) är en bedragare som anklagas för att ha satt eld på en lada. Han anländer till en småstad i Mississippi och lär snabbt känna den rikaste familjen, Varner.

## Om filmen
Filmen spelades in i delstaten Louisiana. Det var första gången som Newman och Woodward arbetade tillsammans. De gifte sig när inspelningarna var färdiga. En TV-serie i 26 delar baserad på filmen sändes i USA 1965-1966. Den filmades på nytt 1985, med skådespelarna Dan O'Herlihy, Roy Thinnes, Nancy Malone, Lana Wood, Ruth Roman och Edmond O'Brien. Serien nominerades för två Emmy Awards.

## Medverkande
| Paul Newman       | – Ben Quick         |
| Joanne Woodward   | – Clara Varner      |
| Anthony Franciosa | – Jody Varner       |
| Orson Welles      | – Will Varner       |
| Lee Remick        | – Eula Varner       |
| Angela Lansbury   | – Minnie Littlejohn |
| Richard Anderson  | – Alan Stewart      |
| Sarah Marshall    | – Agnes Stewart     |
| Mabel Albertson   | – Mrs Stewart       |
| J. Pat O'Malley   | – Ratliff           |
| Bill Walker       | – Lucius (betjänt)  |

## Priser och nomineringar
Paul Newman vann pris för bästa skådespelare vid filmfestivalen i Cannes år 1958.